# Feng Sixuan
Feng Sixuan (en chino: 冯思璇; Ningbo, 16 de noviembre de 2002) es una deportista china que compite en tiro, en la modalidad de pistola. Ganó una medalla de oro en el Campeonato Mundial de Tiro de 2023, en la prueba de pistola estándar 25 m.

## Palmarés internacional
| Campeonato Mundial | Campeonato Mundial | Campeonato Mundial | Campeonato Mundial    |
| Año                | Lugar              | Medalla            | Prueba                |
| ------------------ | ------------------ | ------------------ | --------------------- |
| 2023               | Bakú (Azerbaiyán)  | Medalla de oro     | Pistola estándar 25 m |